# 略称民主党問題
略称民主党問題（りゃくしょうみんしゅとうもんだい）は2009年9月から2012年12月まで政権を担当した民主党の流れを事実上汲む2つの政党（立憲民主党と国民民主党）が、ともに政党名の略称を「民主党」と届け出たことによる問題。

## 使用した略称
| 選挙年 | 選挙                     | 旧立憲民主党 | 旧国民民主党 | 新立憲民主党 | 新国民民主党 |
| ------ | ------------------------ | ------------ | ------------ | ------------ | ------------ |
| 2017年 | 第48回衆議院議員総選挙   | 民主党       | -            | -            | -            |
| 2019年 | 第25回参議院議員通常選挙 | りっけん     | 民主党       | -            | -            |
| 2021年 | 第49回衆議院議員総選挙   | -            | -            | 民主党       | 民主党       |
| 2022年 | 第26回参議院議員通常選挙 | -            | -            | 民主党       | 民主党       |
| 2024年 | 第50回衆議院議員総選挙   | -            | -            | 民主党       | 民主党       |
| 2025年 | 第27回参議院議員通常選挙 | -            | -            | 民主党       | 民主党       |

## 概要
2009年9月から2012年12月まで政権を担当した民主党は2016年3月に結いの党と維新の党が合流し、改革結集の会の一部、無所属である議員も参加する際に、民主党が改称する形で政党名が民進党となった。
2017年9月、第48回衆議院議員総選挙直前に小池百合子東京都知事が代表の希望の党に合流する過程で離散集合が起こり、総選挙公示日目前の同年10月に立憲民主党が結党直後の第48回衆議院議員総選挙では政党の略称を「民主党」と届け出ており、総選挙後の2018年5月に民進党と国民党（希望の党からの分党）が合流して誕生した国民民主党は当初は政党の略称を「国民党」と届け出ていた。
国民民主党は2019年7月の第25回参議院議員通常選挙直前に政党の略称を「民主党」に変更した。略称を民主党としていた立憲民主党からは「案分票狙い」だと反発する声が上がり、立憲民主党は有権者の混乱を避けることを優先して、略称を「りっけん」として第25回参議院議員通常選挙に臨むことになった。
その後、立憲民主党と国民民主党は合流や分党を経て、2020年9月にそれぞれ新政党として誕生したが、この際に双方が政党の略称を「民主党」として届け出た。
公職選挙法では政党助成法が制定された1996年以降は「政党要件を満たさない政治団体が政党要件を満たす政党の略称と重複することを禁止する規定があるものの、政党要件を満たす政党は他の政党の略称と重複することを禁止する規定がない」ために、中央選挙管理会は政党からの届出を基本的に受理することになった。略称を民主党として届けた2つの政党である立憲民主党と国民民主党が比例区候補を擁立している比例区で「民主党」と書かれた票は各市区町村等の開票区ごとに両党の得票数に応じて案分票となる。このため2021年の第49回衆議院議員総選挙では両党に比例配分された「民主党」と書かれた票は、少なくとも34の都道府県で合わせて197万3362票にのぼった（NHKの取材による）。有権者からは「略称が同じで紛らわしい」「投票所の略称の表示が間違っているのではないか」という問い合わせが多く寄せられたうえに、一部有権者は「（母体がともに旧民主党である）両党を応援したいので、あえて『民主党』と書いた」という意図的な投票もあったとされる。
略称「民主党」とする2つの政党が比例区に立候補した選挙は2021年の第49回衆議院議員総選挙、2022年の第26回参議院議員通常選挙、2024年の第50回衆議院議員総選挙、2025年の第27回参議院議員通常選挙の4回である。

### 選挙
| 都道府県 | 2021年 衆院選 得票数 | 出典   | 2022年 参院選 得票数 | 出典   | 2024年 衆院選 得票数 | 出典   |
| -------- | -------------------- | ------ | -------------------- | ------ | -------------------- | ------ |
| 総数     | 約363万票            | [ 5 ]  |                      |        |                      |        |
| 北海道   | 17万9084票           | [ 2 ]  |                      |        |                      |        |
| 青森県   | 3万9771票            | [ 6 ]  |                      |        |                      |        |
| 山形県   | 4万2807票            | [ 7 ]  |                      |        |                      |        |
| 茨城県   | 10万9439票           | [ 8 ]  |                      |        |                      |        |
| 栃木県   | 5万7105票            | [ 9 ]  |                      |        |                      |        |
| 群馬県   | 5万5627票            | [ 10 ] |                      |        |                      |        |
| 東京都   | 28万3783票           | [ 2 ]  |                      |        |                      |        |
| 富山県   | 1万9800票            | [ 11 ] | 1万4952票            | [ 12 ] |                      |        |
| 石川県   | 3万3299票            | [ 13 ] | 1万1987票            | [ 13 ] |                      |        |
| 福井県   | 2万2099票            | [ 14 ] |                      |        |                      |        |
| 岐阜県   | 7万2395票            | [ 15 ] | 5万1360票            | [ 16 ] |                      |        |
| 静岡県   | 14万2788票           | [ 2 ]  |                      |        |                      |        |
| 愛知県   | 28万1657票           | [ 17 ] | 15万9697票           | [ 18 ] |                      |        |
| 三重県   | 6万3834票            | [ 19 ] |                      |        |                      |        |
| 長野県   | 7万3885票            | [ 17 ] |                      |        |                      |        |
| 京都府   | 4万8593票            | [ 3 ]  |                      |        |                      |        |
| 奈良県   | 2万2959票            | [ 20 ] |                      |        |                      |        |
| 高知県   | 1万3973票            | [ 21 ] |                      |        |                      |        |
| 福岡県   | 10万8220票           | [ 22 ] |                      |        | 14万3602票           | [ 23 ] |
| 佐賀県   | 2万9072票            | [ 24 ] |                      |        |                      |        |
| 長崎県   | 4万2009票            | [ 25 ] |                      |        |                      |        |
| 熊本県   | 3万8451票            | [ 25 ] |                      |        |                      |        |
| 大分県   | 3万1313票            | [ 25 ] |                      |        |                      |        |
| 宮崎県   | 2万0347票            | [ 25 ] |                      |        |                      |        |
| 鹿児島県 | 3万8192票            | [ 25 ] |                      |        |                      |        |
| 沖縄県   | 4万9228票            | [ 25 ] |                      |        |                      |        |